# Discmón
El Discmón (Discworld a l'original en anglès) és una saga de llibres d'humor i fantasia escrits per l'escriptor anglès Terry Pratchett que tenen com a escenari un món en forma de disc pla i rodó que és subjectat per quatre elefants que reposen damunt d'una tortuga gegant que vaga per l'univers. Els seus llibres parodien les històries i personatges d'escriptors com J. R. R. Tolkien, H. P. Lovecraft, Shakespeare o Dante; juga amb mitologia i folklore i també ironitza sobre temes relacionats amb la ciència, les cultures i les religions.
La primera novel·la, El color de la màgia, va aparèixer l'any 1983 i des de llavors Terry Pratchett va escriure un total de 41 llibres ambientats en aquest món imaginari i alternant diferents protagonistes o creant-ne de nous. La sèrie de novel·les s'ha expandit fins al terreny dels videojocs i la televisió. A més, s'han publicat llibres relacionats, mapes i fins i tot discs de música. Pratchett fou l'escriptor anglès amb més èxit de vendes dels anys noranta, ara només superat per J. K. Rowling. Els seus llibres han estat guardonats en diverses ocasions.
Des de l'any 2020, l'editorial Mai Més ha impulsat la traducció, en exclusiva, de Pratchett en català. Els títols traduïts fins al 2024 són: El color de la màgia, La llum fantàstica, Igualtat de ritus, Germanes fatals, Morth, Segador, Guàrdies! Guàrdies!, Homes d'armes, Déus Menuts, i el meravellós Maurice i els seus rosegadors il·lustrats.

## Composició
Poques novel·les del Discmón estan dividides en capítols, sinó que la majoria presenten històries entrellaçades. Tot i això, tant la primera novel·la del Discmón, El color de la màgia, com Pyramids es troba dividida en "llibres". En canvi, les novel·les Going Postal i Making Money consten de divisió per capítols juntament amb pròleg i epíleg.

## Arcs argumentals
Generalment, les novel·les del Discmón es poden considerar com a llibres autònoms, tot i que diversos conjunts de novel·les i històries formen els següents arcs argumentals:

### Gratavent
En Gratavent és un mag pocatraça i covard persistent, que sempre està fugint de qualsevol cosa present o futura, ja que amb el temps ha après que fins i tot la palla és perillosa i que tot li vol mal. Normalment, les seves novel·les són de viatges, (viatges de fugida, però viatges) i mostren la geografia del Discmón.
Sovint comparteix aventures amb en Doslliris (un turista procedent de l'"Agatean Empire"), Cohen el Bàrbar (basat amb en Conan, té més de seixanta anys), i l'Equipatge (una maleta màgica, agressiva, i amb un centenar de potes).
Tot i que renega del seu país és un patriota orgullós (quan és fora de casa) i es pot dir que és protagonista dels llibres El color de la Màgia, The light fantastic (La llum fantàstica), Sourcerer (Fetiller), Faust Eric, Interesting Times (Temps Interessants) i The Last Continent (L'últim Continent). És un sub-protagonista als llibres The Last Hero (L'últim heroi) i Unseen Academicals (Acadèmics Invisibles/No-vists). Té una aparició breu al llibre Morth.

### La Mort
La Mort apareix en cada una de les novel·les del Discmón, amb l'excepció de The Wee Free Men i Snuff, tot i que de vegades només breument, amb unes poques línies. A més, és l'únic personatge de Discmón que surt de la saga i apareix en altres llibres com Good Omens. Una de les seves principals característiques és que els seus diàlegs sempre aparèixen escrits en versaleta.
El simpàtic esquelet amb túnica és sens cap mena de dubte un dels personatges més brillants i amb la personalitat més explosiva creat pel genial Terry Pratchett. Ho sap tot, ja que pot viatjar pel temps sense cap problema, però sempre intenta descobrir com pensen els humans, i com diu, són uns éssers tan curiosos que han arribat a inventar una cosa com l'avorriment. A vegades, per la seva curiositat pot semblar un nen petit. Té predilecció pels gats.
Sovint apareix conjuntament amb el seu majordom, l'Albert o la seva neta anomenada Susan Sto Helit (que protagonitza alguns dels llibres de la saga) entre altres personatges. Els seus enemics són els depriments Auditors de la Realitat. Els llibres que conformen el seu arc són Morth, El Segador, Soul Music, Pare Porc i El lladre del temps.

### Les bruixes
L'aquelarre de bruixes de Lancre està format per la Iaia Ceravellarda, Nanny Ogg (Tata Ogg) i Magrat Garlick (que serà substituïda més tard per Agnes Nitt (o Perdita X). Els seus llibres són Igualtat de Ritus, Wyrd Sisters (Germanes Bruixes), Witches Abroad (Bruixes de viatge), Lords and Ladies (Lords i Dames) i Maskerade (Mascarada).

### La guàrdia d'Ankh-Morpork
La Guàrdia de la ciutat, amb el Duc Samuel Vimes al capdavant, és cosmopolita, i resta a les ordres de lord Vetinari, patrici de la ciutat i membre del gremi d'assassins d'Ankh-Morpork. la sub saga comença pràcticament de zero i està composta per capità Vimes alcohòlic solter i únic descendent de l'últim regicida de la nació, sergent Colon home gras, mandrós i subornable, caporal Nobbs pràcticament un nan egoista i pocavergonya com el que més, el recluta Safanòria tècnicament un nan, ja que va estar adoptat i criat pels nans amb una estatura vora dels dos metres. que de mica en mica augmenten. Els personatges principals als últims llibres són Samuel Vimes (duc i comandant), en Safanòria (capità), Fred Colon (sergent), i Caporals Angua (dona llop), Nobby Nobbs i Detritus (un troll), Reg shoe, agent (zombi), Cheery Littlebottom (sergent i dona nan) i d'altres. Els seus llibres són Guàrdies! Guàrdies!, Men at Arms (Homes d'armes), Feet of Clay (Peus de fang), Jingo (Desperta Ferro!), The Fifth Elephant (El cinquè elefant), Night Watch (Ronda Nocturna), Thud! i Snuff. Surten a molts llibres d'Ankh-Morpork, i a alguns com The Truth (La Veritat) i Monstrous Regiment (Regiment monstruós).

### Els mags
Els aprensius i curiosos mags de la Universitat No Vista sota el control de l'Arxicanciller Mustrum Ridcully, també surten a molts llibres, entre els quals, els més rellevants: Sourcery (Fetiller), Moving Pictures (Imatges en acció), The Reaper (El segador), Lords and Ladies (Dames i cavallers), Soul Music, Interesting Times (Temps Interessants), Hogfather (Pare Porc), The Last Continent (L'Últim Continent), The Last Hero (L'últim heroi) i Unseen Academicals.

### Tiffany Aching
La Tiffany Aching és una jove aprenent de bruixa, protagonista de la seva pròpia sèrie del Discmón, dirigida al públic juvenil. Sovint les seves històries recorden missions d'herois mítics, sense oblidar tractar els problemes de la Tiffany a l'hora de convertir-se en una adulta responsable. Sovint és ajudada per la banda Nac Mac Feegle en les seves aventures. A més, tant la Iaia Ceravellarda com la Nanny Ogg apareixen en les històries que protagonitza.
La saga de la Tiffany consta de cinc llibres: The Wee Free Men, A Hat Full of Sky, Wintersmith, I Shall Wear Midnight i The Shepherd's Crown, l'últim de Discmón.

### Moist Von Lipwig
Criminal Professional, dirigeix l'Oficina de Correu Reial d'Ankh-Morpork, i més tard, la casa de la moneda. Els seus llibres són Going Postal, Making Money i Raising Steam.

### Altres
Hi ha un llibre de Discmón que fou el primer que Pratchett va qualificar com de 'joves adults' que és el titulat The Amazing Maurice and his Educated Rodents. La història se situa a Überwald i parodia la història germànica del flautista d'Hamelín. Les novel·les posteriors pensades per a joves adults foren la saga de la Tiffany Aching.

## Ordre de lectura
El pas del temps és un fet notori en els llibres del Discmón, de fet, els diferents personatges que apareixen en les històries de la saga envelleixen progressivament al llarg dels llibres, per tal de mostrar el pas del temps. Això porta a la conclusió, doncs, que les reunions de personatges pertanyents a diferents arcs argumentals (com en Gratavent i en Safanòria a The Last Hero) indiquen que les aventures dels diferents arcs passen aproximadament en el mateix període. La principal excepció a això és el llibre Déus Menuts, que sembla passar en algun moment abans que la majoria de la resta d'històries de la saga (tot i que fins i tot en aquest llibre es poden trobar cameos de la Mort i del Bibliotecari.
Degut a això, els llibres del Discmón es poden llegir en diversos ordres, en funció del que vulgui el lector. Sovint, els ordres de lectura més citats són cronològicament (és a dir, segons l'any de publicació dels llibres) o segons els arcs argumentals anteriorment mencionats, per tal d'anar seguint l'evolució dels personatges que els protagonitzen.